# MG 151 機関砲
MG 151 機関砲（MG 151 きかんほう）は、1940年にナチス政権下のドイツでマウザー（Mauser）社が開発、製造した機関砲である。
15×96mm弾を使用するMG 151(MG 151/15)と20x82mm弾を使用する口径拡大型のMG 151/20の2種類が存在する。

## 概要
第二次世界大戦中、メッサーシュミット Bf109（Me 109）やフォッケウルフ Fw190などドイツを代表する戦闘機だけでなく、爆撃機などドイツ空軍の航空機関砲の1つとして幅広く装備された。戦争末期には対空兵器不足から地上用にも転用され、現地急造の砲架で使われたほか、三連砲架をSd Kfz 251装甲車に搭載して自走砲化することも行われた。
戦後もフランス及びフランス製兵器の供給を受けた南アフリカにおいて用いられた他、戦時中には日本とアメリカで輸入品の使用とコピー生産が行われている（後述）。
なお、MG151はプロペラ同調が可能、または容易に対応させることができるので、エンジンにマウントしたプロペラ軸内装備の場合はモーターカノンに分類されることがある。

## 開発・運用
ドイツは、ヴェルサイユ条約によってMG 34機関銃と同じように、それまで航空機関銃も製造が禁止されていた。ラインメタル（Rheinmetall）社は、スイスから輸入したMG 30を改良し、旋回機銃のMG 15や固定機銃のMG 17など7.92mm機関銃が生産され、主力戦闘機を想定していた初期型のBf 109には後者が搭載された。
スペイン内乱での実戦経験のノウハウにより火力の増強が図られ、エリコン（Oerlikon）社製の20mm FFS機関砲を至急購入したが、寸法が大きくDB 601のシリンダーの間に納まらず、代わりにエリコンFFをもとに、給弾ドラムなどに改良を加えた20mm MG FF機関銃がライセンス生産された。しかし、Bf 109 E-2に試験的に搭載したところ、エンジンからの振動によるトラブルが多発、結局主翼に装備せざるをえない事や、初速や弾道性能などの評判がよくなかったことから、ラインメタル社とマウザー社のそれぞれに新型機銃が発注された。ラインメタル社は電気発火式（Electric Priming）によるプロペラ同調式の13mm MG 131機関銃を開発した。
一方、マウザー社ではMG 151（口径15mm）が開発された。これは、より高威力を求めるドイツ空軍の要望を満たすため、小口径機関銃の高初速性能と大口径機関銃の火力を狙ったと思われる。初速が900m/sを突破するという驚異的数値を叩きだすが、15mmという中口径に見合わない重量と反動による航空機の機首強度、部品破損などが問題になったことから次期機関砲の開発が進められた。

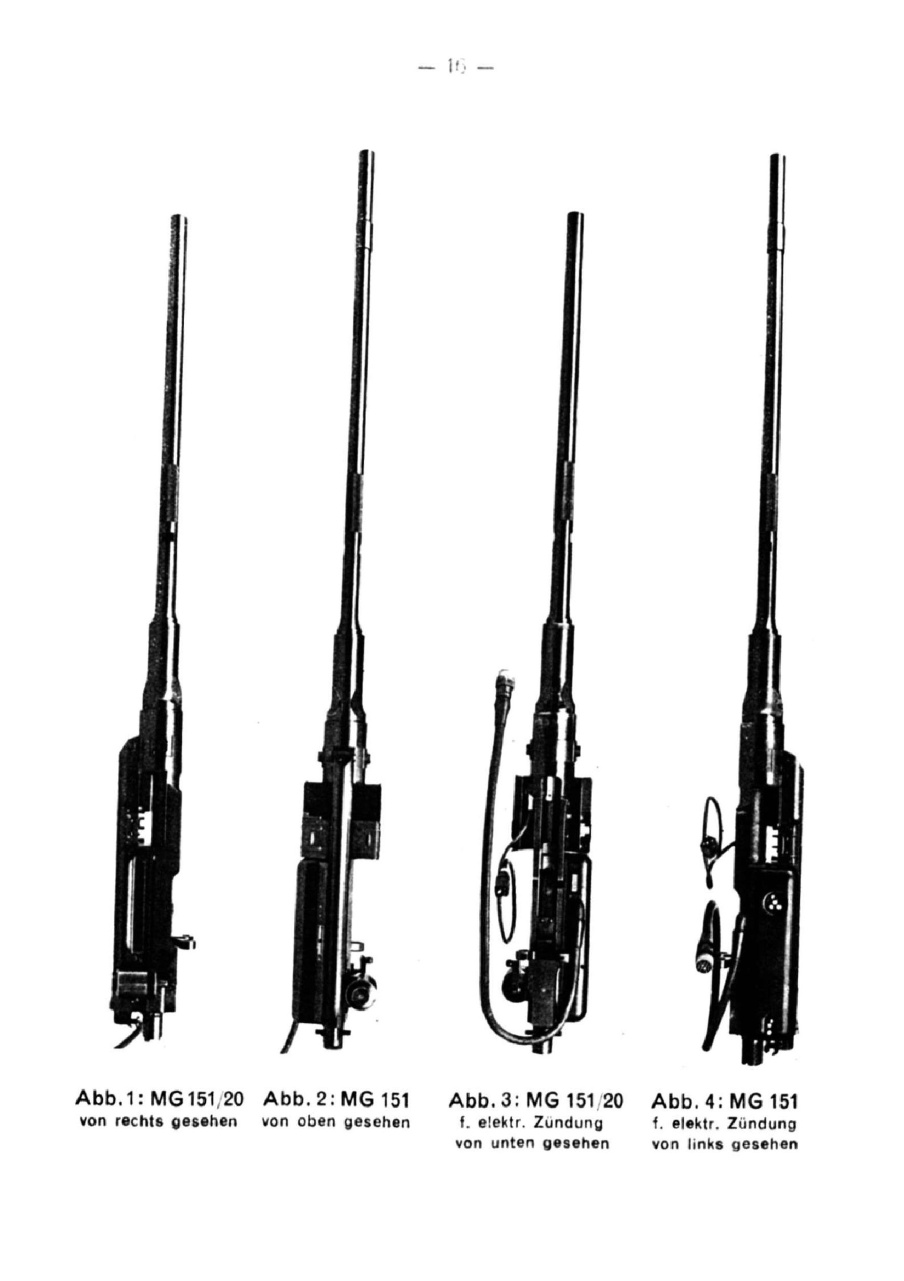
MG 151/15とMG 151/20の各型。
左からMG 151/20および/15（通常型）MG 151/20および/15（電気発火型）

そこで、MG 151をベースに開発されたのが、MG 151/20（口径20mm）だった。この時、口径識別のため従来の口径15mmをMG 151/15、20mmをMG 151/20と呼称するようになった。MG 151/20は、MG 151/15と大差ない重量であるにもかかわらずMG 151/15の196cmというサイズよりも短く、フランスで開発されたイスパノ・スイザ HS.404機関砲の250cmと比較すると小さかった。ドイツオリジナルの大威力の炸裂弾である薄殻榴弾（英: Mine shell/独: Minenmunition）を使用でき、HE(M)と表記されるこの榴弾は、弾丸の外殻にプレス加工を用いたもので、従来の榴弾と比べると弾頭内容積が大きいために炸薬比率が高く、通常の榴弾は弾頭重量に対する炸薬比率は10～25％程度であるのに対し、実に重量比で80％近くもあり、破壊力が大きいものだった。このプレス製外殻の製造には精密なプレス加工技術を要した。
MG 151/15の後継とあって電気発火式も開発され、ダイムラー・ベンツ（Daimler-Benz）社製など倒立V型エンジンへのプロペラ軸搭載も考慮された。モーターカノンとして搭載した場合、プロペラ同調装置を必要とせず機首搭載による命中率の向上が期待できる他、強固なエンジンマウントに実装する事で発射反動を吸収でき、小柄な機体でも大口径機関砲を搭載し易く、重量物が機体中心に集中するので慣性モーメント増大を防ぎ運動性に影響を与え難いなどの利点がある。だが、当初に計画された主力機であるBf 109の機首に搭載するには少々大きかった。それでも、ベルト給弾式のスマートで高威力な機関銃としてFw 190Aに翼内銃として搭載され、後にはBf 109でもF-4以降はモーターカノンや両翼下のガンポッドに搭載されるようになった。以降、戦闘機から爆撃機まで幅広く、従来の7.92mm機銃や、MG 151とは名コンビとなる13mm MG 131機関銃などと混載装備された。

## 日本におけるMG151（マウザー砲）
MG 151は同盟国軍である日本陸軍航空隊にも800挺が約40万発の弾薬と合わせて潜水艦による隠密輸送で輸入され、「マウザー砲」の呼称で三式戦闘機「飛燕」一型丙に搭載された。
マウザー砲は、1943年12月初旬に当時の最前線であるニューギニアのウェワクに展開する飛行第68戦隊や第78戦隊、上級部隊たる第14飛行団の各「飛燕」装備部隊に、補充機を兼ねたマウザー砲装備済みの新鋭機十機と、予備砲を含む現地機への取り付け改造用の砲が九七重爆3機にて工務員同伴で空路にて送られ、階級を問わずその部隊のエース・パイロットたる操縦士達に優先的に割り当てられた他、飛行第244戦隊や第56戦隊といった日本本土防空部隊にも配備された。
日本におけるマウザー砲の評価としては、「B-25爆撃機の左翼がバタンとへし折れた（内翼部に命中時）」「貫通砲弾の出口に直径1m程の大きな風穴が空いていた（撃墜し海岸に不時着した敵機を見て）」といった、従来の日本陸軍機装備の航空機関砲を凌駕する強力な破壊力、初速も高く、狙ったところに一直線に飛ぶ弾道性能や命中率の良さ、装填不良や二重装填も計器のボタンを押すだけで回復し、油圧式でなく電気式による信頼性の高さから、歴戦の操縦士は勿論、全操縦士達から異口同音に絶賛され、数に勝り防備も固いアメリカ軍戦闘機や爆撃機相手に遺憾なく力を発揮した。
なお、日本海軍も1943年末にMG 151/20を2挺輸入したものの、この時期にはMG 151/20と（あくまでもカタログデータ上ではあるが）遜色ない性能を有する九九式20mm二号機銃四型の量産が軌道に乗りつつあり、九九式20mm二号機銃四型の改良型やより強力な五式30mm機銃の開発も進んでいたためか、陸軍ほど興味を示さず、実用機に搭載した記録も残っていない。
先述の日本陸軍に正式に供与されたマウザー砲の整備は、飛行戦隊に付属する武装担当の整備班の手に負える物でなく、元より現地の整備隊で迂闊に分解する事すら厳禁とされていた。また、MG151のもう一つの特色である薄殻榴弾は、当時の日本の金属プレス技術では模倣できず、また真鍮製ではなく鋼製である薬莢も冷間鍛造で成形されるもので、弾薬の国産化は不可能であり、輸入分を消費した後は使用不能となったが、戦争末期にホ5用に「四式薄肉榴弾」あるいは「マ206」という名で薄殻榴弾が開発され、生産が開始されていた。なお、薄殻榴弾は日本と同様にMG151をコピー製造したアメリカでは生産はおこなわれていない（後述）。

## アメリカにおけるMG151（.60Cal T17）
1941年、アメリカ軍に対してMG 151を鹵獲したイギリス軍より実銃が提供され、アメリカ軍ではその高発射速度と口径に比して小型軽量であることに注目し、コピー生産を試みた。
使用弾薬は対戦車兵器（対戦車ライフル）として開発されていた .60cal弾(15.2x114mm)とされ、コルト社によってMG151をリバースエンジニアリングしてロングアイランド工廠で試作品を製造、ゼネラルモーターズの傘下（当時）である家電メーカーのフリッジデール社によって量産され、1942年に".60-caliber T17"として仮制式化され、同年11月より実射試験が開始された。
しかし、精密プレス加工された部品を多用した構成は安定した品質を保って量産することが難しく、高精度の加工を可能とするために必要な火砲用鋼材のコストも高いものだった。大量生産を可能とするためにこれらの点を変更した結果、T17はオリジナルのMG151の約43kgに対して134ポンド（61 kg）もあり、故障発生頻度が激増した上に安定して発射できる速度は600発/分に留まった。故障率は問題点を改良したT17E3においても平均して1,000発に1発と高く、銃身寿命も短かった。
T17は計画試験中に約95万発を発砲するテストが行われたが、作動不良と部品の破損が続出、これに対処するために、T39/41/50/51/63といった各種の改良型が設計されたが、開発目的であった“小型軽量かつ高発射速度”と“大量生産が容易で現実的な製造コストで量産できること”の両立を実用的なものとして達成することができず、開発は断念され、航空機銃としてではなく車両に搭載する対空砲としての開発・配備に計画が変更されたもののこれも実行されず、戦争終結後の1946年に計画は正式に放棄された。MG151同様、20mm口径に拡大した発展型も開発・試作されたが、同様の問題を発生させて開発中止となっている。
.60 cal弾を使用する対戦車兵器として開発されていたT1およびT1E1対戦車ライフルも「重量がありすぎて人力による可搬が難しく、弾頭威力が既に対戦車兵器としては威力不足である」として1944年11月に開発中止となり、T17は5,000基が発注されたが、約300基のみが製造されたのみに終わった。.60 cal弾は600万発が製造された。
なお、.60cal弾は徹甲弾と通常弾のみが開発・製造され、MG 151の特色であった薄殻榴弾は製造されていない。.60 cal弾は後に戦後アメリカ軍航空機に広く使用された20×102mm弾の基になっている。

## 採用国

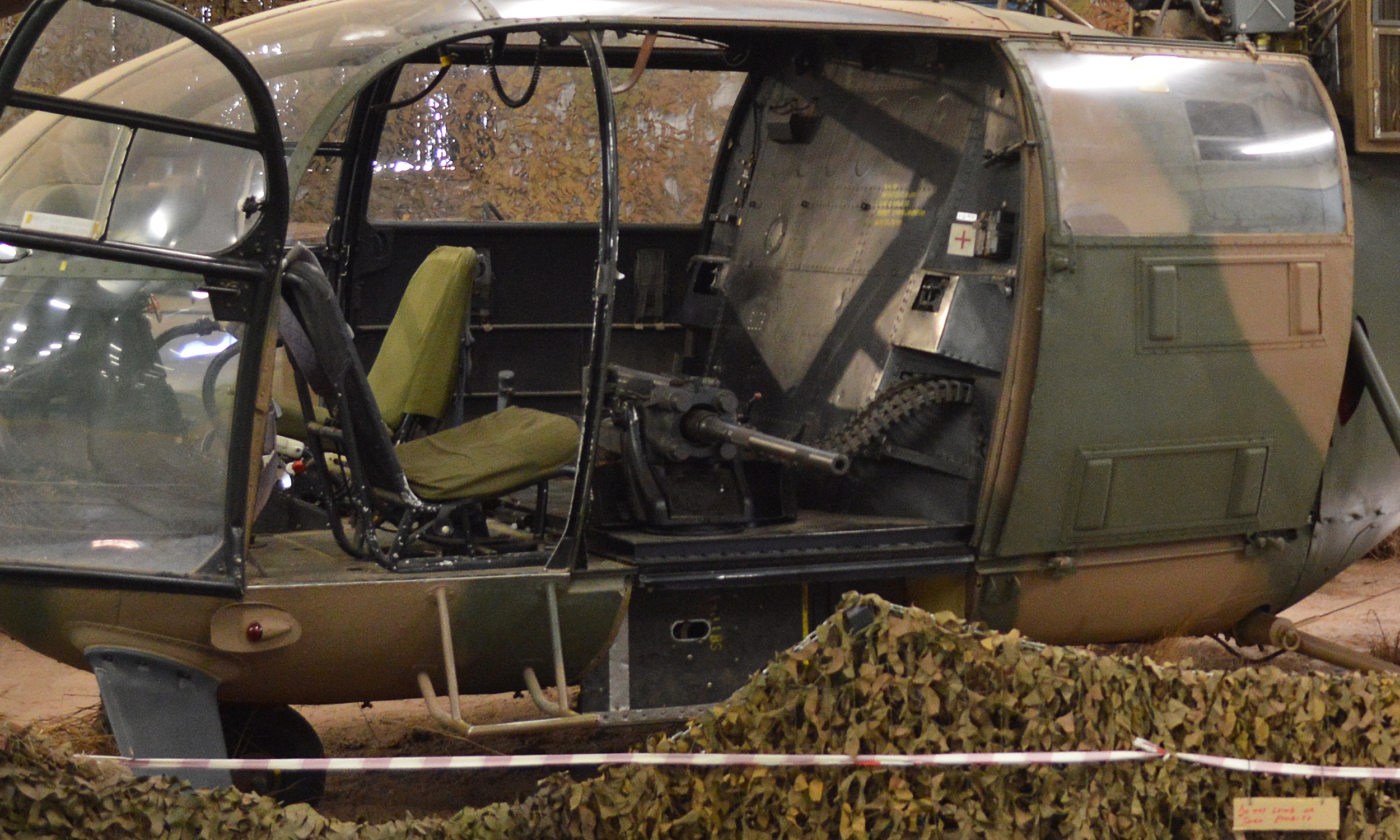
アルエットIIIのキャビンにMG151/20を搭載。ローデシアや南アフリカで運用された。

- ドイツ国（Bf 110、Bf 109、Fw 190、Ta 152、Ar 234）
- イタリア王国（MC.205、Re.2001、G.55）
- 大日本帝国（三式戦闘機）
- ルーマニア王国（IAR-81C）
- ユーゴスラビア（S-49C）
- フランス（MG 151/20をH-19、H-34、H-21などのヘリコプターに、前方攻撃用固定機関砲ないし側面攻撃用旋回式機関砲として搭載）
- ローデシア（SA 316）※他の機銃と併用。
- 南アフリカ共和国（SA 316に搭載[3][4]）